# Tchakala Tchanilé
Tchakala Tchanilé (né le 30 mars 1969) est un entraîneur de football togolais et ancien joueur qui a dirigé l'équipe nationale du Togo de juin à décembre 2014.

## Carrière de joueur
Tchanilé a joué en Allemagne entre 1992 et 1995. Il a représenté le Togo au niveau international senior, participant aux matchs de qualification pour la Coupe du Monde de la FIFA.

## Carrière d'entraîneur
Tchanilé obtient ses badges d'entraîneur alors qu'il vivait en Allemagne. Il a entraîné plusieurs équipes de clubs, dont Maranatha et Dyto (tous deux togolais), ainsi que l'équipe nigérienne JST Niamey. En juin 2014 il est nommé sélectionneur du Togo pour un contrat de six mois, succédant au français Didier Six, qu'il avait auparavant assisté dans ce rôle. Tchanilé avait pour mission de conduire l'équipe nationale à la CAN 2015 en Guinée Équatoriale ,,.

## Vie privée
Il est le frère cadet de Bana Tchanilé ex joueur et entraineur togolais.